# El niño que sabía demasiado
El niño que sabía demasiado, llamado The Boy Who Knew Too Much en la versión original, es un episodio perteneciente a la quinta temporada de la serie animada Los Simpson, emitido originalmente el 5 de mayo de 1994. El episodio fue escrito por John Swartzwelder y dirigido por Jeffrey Lynch. En este episodio Bart se escapa la escuela y se sube al auto de Freddy Quimby, el sobrino del alcalde Quimby. Luego Freddy es acusado de ser violento, pero Bart sabe la verdad; pero si lo dice, admitirá que se escapó de la escuela

## Sinopsis
En un hermoso día en Springfield y Bart no está nada feliz al tener que ir a la escuela, en parte porque deben viajar en un autobús de la prisión. En el salón de clases, los niños están sentados en unas nuevas sillas ergonómicas, extremadamente incómodas, con sus escritorios. Bart escribe una nota (supuestamente hecha por Marge) para salir de la escuela alegando tener una cita con el dentista, pero Skinner no queda convencido.
El director decide seguir el rastro del niño para ver cuáles eran sus intenciones. Cuando está a punto de atraparlo, Bart salta a bordo de un auto que pasaba. El auto, conducido por Freddy Quimby, el sobrino del alcalde, se dirigía a su fiesta de cumpleaños. A la hora del almuerzo, Freddy ridiculiza al camarero, burlándose de su acento francés. Luego, lo sigue a la cocina, en donde aparentemente lo golpea. Bart, escondido debajo de una mesa, secretamente presencia los hechos. Freddy es puesto bajo juicio por supuesta agresión, donde demuestra su ira explosiva. 
La ciudad entera comienza a creer que Freddy es culpable, pero sólo Bart sabe la verdad. Sin embargo, no quiere testificar, ya que si lo hacía, debería admitir que había escapado de la escuela, imaginando su futuro como encargado en la cafetería de la escuela por el resto de su vida. Mientras tanto, Homer es seleccionado como jurado para el juicio. 
En las deliberaciones del jurado, el patriarca descubre que si los miembros no se ponen completamente de acuerdo, deberían pasar un tiempo en un hotel cinco estrellas hasta llegar a un veredicto. Entonces, vota en contra de los demás, sólo para disfrutar gratis de los beneficios del hotel. 
Bart reconsidera la idea de testificar sobre la inocencia de Freddy después de hablar del caso con Marge. Finalmente, en la corte, Bart revela a todos que Freddy no había golpeado al mozo, sino que se había lastimado a sí mismo, producto de varias acciones torpes. El mozo niega ser torpe, pero mientras lo hace, cae por la ventana hacia un camión lleno de trampas para ratón. Freddy queda exonerado, mientras Bart es castigado con cuatro meses de detención (sin recreo) por haber huido de la escuela.